# Boy Story
Boy Story (chiń. 男孩的故事; pinyin Nánhái de gùshì, zapis stylizowany: BOY STORY) – chiński boys band utworzony przez JYP Entertainment oraz Tencent Music Entertainment Group (TME). Zespół składa się z sześciu członków: Hanyu, Zihao, Xinlong, Zeyu, Ming Rui oraz Shuyang. 1 września 2017 roku wydali swój pierwszy singel „How Old RU”. 21 września 2018 roku ukazał się ich debiutancki minialbum Enough.

## Historia

### Przed debiutem
We wrześniu 2017 roku ruszył specjalny plan „Real! Project”, którego celem było wydanie czterech singli przez grupę przed jej oficjalnym debiutem we wrześniu 2018 roku. Pierwszym singlem był wydany 1 września 2017 roku „How Old RU”. Drugi singel, „Can't Stop”, ukazał się 15 grudnia 2017 roku, a trzeci – „Jump Up”, został wydany 30 marca 2018 roku. Ostatni singel został wyprodukowany przez założyciela JYP Entertainment – Park Jin-younga. Piosenka „Handz Up” została wydana 12 czerwca 2018 roku.

### Od 2018: Debiut
Boy Story oficjalnie zadebiutowali 21 września 2018 roku, wydając pierwszy minialbum Enough, na którym znalazły się wszystkie single wydane przed debiutem, a także nowy utwór „Enough”. 21 października 2018 roku grupa wydała singel „Stay Magical” (chiń. 奇妙里; pinyin Qímiàolǐ). W następnym miesiącu wydali singel „For U”. 29 marca 2019 roku ukazał się utwór „Oh My Gosh”, a 26 lipca – „Too Busy” we współpracy z Jacksonem Wangiem. 6 stycznia 2020 roku Boy Story wydali drugi minialbum pt. I=U=WE: Xu (chn. I=U=WE: 序).

## Członkowie
- Jia Hanyu (chn. 贾涵予) i lider, prowadzący wokal, główny tancerz
- Li Zihao (chn. 李梓豪) – wokalista prowadzący, tancerz prowadzący
- He Xinlong (chn. 贺鑫隆) – prowadzący wokal, główny tancerz
- Yu Zeyu (chn. 于泽宇) – główny raper, tancerz prowadzący
- Gou Mingrui (chn. 苟明睿) – główny wokalista
- Ren Shuyang (chn. 任书漾) – prowadzący raper

## Dyskografia

### Dyskografia chińska
Minialbumy
- Enough (2018)
- I=U=WE: Xu (chn. I=U=WE: 序) (2020)

Single
- „How Old RU” (2017)
- „Can't Stop” (2017)
- „JUMP UP” (2018)
- „Handz UP” (2018)
- „Enough” (2018)
- 奇妙 里 (Stay Magical)” (2018)
- „For U” (2018)
- „Oh My Gosh” (2019)
- „Too busy” (2019)
- „Intro: BOY STORY” (2020)
- „如果(Rú Guǒ) – If” (2020)
- „Energy” (2020)
- „序告白(Xù Gào Bái) – Prologue” (2020)
- „Outro: 彼此(Bǐ Cǐ) – Each Other” (2020)
- „Change” (2020)
- „Wai” (2020)
- „Bitter Sweet” (2021)
- „ID“ (2021)
- „Cooking For Ya” (2021)
- „Monster” (2021)
- „Be Urself” (2021)
- „WW” (2022)
- „What's Poppin” (2023)
- „Intro: SET OUT” (2023)
- „Z.I.P (Zero Is The Only Passion)” (2023)
- „ON THE WAY” (2023)
- „Alpha” (2024)
- „Cypher: Overheat” (2024)
- „Lost” (2024)
- „Please” (2024)
- „Pump it up” (2024)